# 三楽丸
三楽丸(さんらくまる)は1942年（昭和17年）1月2日に日本軍がマニラを占領した際に拿捕されたアメリカのタンカーである。

## 船歴
元々はイギリス・ニューカッスル・アポン・タインのアームストロング・ミッチェル社ロー・ウォーカー造船所で建造されたドイツ帝国のWilhelm Riedemann & Albt. Nic. Schütte & Sohn所有のタンカーGut Heilで、1888年（明治21年）8月25日に進水し、同年11月17日に竣工した。
1890年（明治23年）8月11日、ドイツのDeutsche-Amerikanische Petroleum Gesellschaftに売却。1912年（大正元年）、アメリカのJ.W. Thompsonに売却。1914年（大正3年）4月28日、ミシシッピ川でイギリスタンカーBulyssesと衝突する事故を起こし、沈没してしまう。
1917年（大正6年）に浮揚修理の後、1918年（大正7年）8月7日にアメリカ海軍に売却され、9月7日にサラ・トンプソン(USS Sara Thompson, ID-3148) に改名。同月17日にニューオーリンズで就役した。

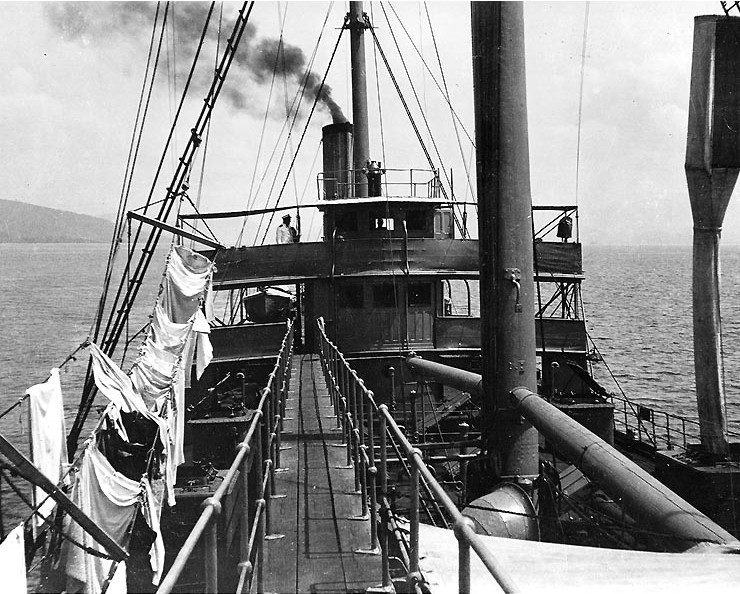
1920年代に撮影されたサラ・トンプソン（後の三楽丸）の甲板

当初は大西洋方面で石油輸送に従事していたが、1919年（大正8年）にフィリピンのカヴィテ港を拠点に石油輸送の他、石油タンク代用のステーション・タンカーとしても使用された。1920年（大正9年）7月7日、給油艦に類別され、ハルナンバーを「AO-8」に変更。
1921年（大正10年）12月8日、機関の老朽化が著しいためカヴィテ港に係留され、ステーション・タンカーとして活用された。1933年（昭和8年）7月21日に解役となり、同年12月12日に除籍となった。
除籍後、サラ・トンプソンは1934年（昭和9年）8月9日に米領フィリピンのAlberto Berretteに売却されてサランガーニ（Sarangani）に改名。引き続きアメリカ海軍によってマニラ湾にてステーション・タンカーとして活用された。
太平洋戦争開戦後の1942年（昭和17年）、フィリピンの戦いにより、サランガーニは捕獲を防ぐため自沈処分となった。その後、日本軍は海底に沈んでいるサランガーニを発見し、捕獲。同年5月6日に三楽丸と改名し、9月30日に浮揚。カヴィテの第百三海軍工作部で修理を受けた。同年12月、大阪商船に運航が委託されることが決定。修理中の1943年（昭和18年）1月1日、佐世保鎮守府所管の特設運送船(給油船)として入籍。同月15日に佐世保鎮守府部隊所属となった。2月3日には修理工事も完了となり、マニラとタラカンの間での石油輸送で活動したが、航海中は何度も機関故障を起こしてその都度漂流し、辛うじて戻ったマニラで修理を始めたところ船員の半数以上が酷暑とデング熱で入院という事態に陥ってしまう。それでもなんとか船員を再編成し、修理を完了した三楽丸は同年6月13日にマニラを出港したが、15日に北緯04度58分 東経118度37分 / 北緯4.967度 東経118.617度のボルネオ島東北端ラビアン岬東方50km地点にさしかかったところでアメリカ潜水艦トラウトに発見された。午後1時45分頃、トラウトの発射した魚雷が三楽丸の前部と後部に1本ずつ命中し、船体は分断された。三楽丸は曳航されたものの、翌16日に沈没した。便乗者17名、船員26名戦死。